# Liste der Kulturdenkmale in Pröda (Nossen)
In der Liste der Kulturdenkmale in Pröda sind die Kulturdenkmale des Nossener Ortsteils Pröda verzeichnet, die bis Mai 2021 vom Landesamt für Denkmalpflege Sachsen erfasst wurden (ohne archäologische Kulturdenkmale). Die Anmerkungen sind zu beachten.
Diese Aufzählung ist eine Teilmenge der Liste der Kulturdenkmale in Nossen.

## Pröda
| Bild                                    | Bezeichnung | Lage            | Datierung | Beschreibung | ID       |
| --------------------------------------- | --- | --------------- | --- | --- | -------- |
| Direkt Bild zu diesem Denkmal hochladen | Wohnstallhaus, Scheune, Seitengebäude (über hakenförmigem Grundriss, mit Kumthalle) sowie Torbogen eines Vierseithofes, mit Stützmauern des Gartens | Pröda 1 (Karte) | Bezeichnet mit 1812 (Torbogen); um 1850 (Wohnstallhaus); Ende 19. Jahrhundert (Scheune); 1904 (Seitengebäude) | Wohnstallhaus Obergeschoss Fachwerk, Seitengebäude verputzte Massivbauten mit Klinkergliederung, baugeschichtlich und wirtschaftsgeschichtlich von Bedeutung. Bauerngarten ohne Denkmalwert. | 09268097 |
| Direkt Bild zu diesem Denkmal hochladen | Wohnstallhaus, Seitengebäude, Scheune mit giebelseitiger Hocheinfahrt über Bruchsteinbrücke und Hofpflasterung eines ehemaligen Vierseithofes       | Pröda 2 (Karte) | Bezeichnet mit 1790 (Wohnstallhaus); bezeichnet mit 1842 (Seitengebäude); bez.1870 (Scheune)                  | Wohnstallhaus mit Fachwerk-Obergeschoss und schönem Segmentbogenportal, Seitengebäude Obergeschoss Fachwerk, massive Scheune, weitgehend geschlossen erhaltene Hofanlage der Lommatzscher Pflege, baugeschichtlich und wirtschaftsgeschichtlich von Bedeutung                                                              | 09268098 |
| Direkt Bild zu diesem Denkmal hochladen | Wohnstallhaus eines Bauernhofes | Pröda 3 (Karte) | Ende 18. Jahrhundert                                                                                          | Stattliches Gebäude, Obergeschoss Fachwerk, teilweise verputzt, baugeschichtlich von Bedeutung. Krüppelwalmdach und Erdkeller. | 09266597 |
| Direkt Bild zu diesem Denkmal hochladen | Wohnstallhaus, Stallgebäude und Seitengebäude (Torhaus) eines Vierseithofes                                                                         | Pröda 4 (Karte) | Bezeichnet mit 1795 (Torhaus); um 1800 (Wohnstallhaus)                                                        | Fachwerkbauten, weitgehend geschlossen erhaltener, großer Bauernhof der Lommatzscher Pflege, baugeschichtlich und wirtschaftsgeschichtlich von Bedeutung | 09268099 |
| Direkt Bild zu diesem Denkmal hochladen | Ehemalige Schule mit Stallanbau sowie Einfriedungsmauer des Gartens                                                                                 | Pröda 9 (Karte) | Bezeichnet mit 1878                                                                                           | Schlichter Baukörper mit leicht vorgezogener Mittelachse und Türportal mit gerader Verdachung, baugeschichtlich und ortsgeschichtlich von Bedeutung. Mit kleinem bekrönenden Dreiecksgiebel, Inschrifttafel „Gott zur Ehre, den Aeltern zur Freude, der Welt zum Segen. Erbaut im Jahre 1878“, Grundstück mit Schulgarten. | 09268096 |

## Tabellenlegende
- Bild: Bild des Kulturdenkmals, ggf. zusätzlich mit einem Link zu weiteren Fotos des Kulturdenkmals im Medienarchiv Wikimedia Commons. Wenn man auf das Kamerasymbol klickt, können Fotos zu Kulturdenkmalen aus dieser Liste hochgeladen werden:
- Bezeichnung: Denkmalgeschützte Objekte und ggf. Bauwerksname des Kulturdenkmals
- Lage: Straßenname und Hausnummer oder Flurstücknummer des Kulturdenkmals. Die Grundsortierung der Liste erfolgt nach dieser Adresse. Der Link (Karte) führt zu verschiedenen Kartendiensten mit der Position des Kulturdenkmals. Fehlt dieser Link, wurden die Koordinaten noch nicht eingetragen. Sind diese bekannt, können sie über ein Tool mit einer Kartenansicht einfach nachgetragen werden. In dieser Kartenansicht sind Kulturdenkmale ohne Koordinaten mit einem roten bzw. orangen Marker dargestellt und können durch Verschieben auf die richtige Position in der Karte mit Koordinaten versehen werden. Kulturdenkmale ohne Bild sind an einem blauen bzw. roten Marker erkennbar.
- Datierung: Baubeginn, Fertigstellung, Datum der Erstnennung oder grobe zeitliche Einordnung entsprechend des Eintrags in der sächsischen Denkmaldatenbank
- Beschreibung: Kurzcharakteristik des Kulturdenkmals entsprechend des Eintrags in der sächsischen Denkmaldatenbank, ggf. ergänzt durch die dort nur selten veröffentlichten Erfassungstexte oder zusätzliche Informationen
- ID: Vom Landesamt für Denkmalpflege Sachsen vergebene, das Kulturdenkmal eindeutig identifizierende Objekt-Nummer. Der Link führt zum PDF-Denkmaldokument des Landesamtes für Denkmalpflege Sachsen. Bei ehemaligen Kulturdenkmalen können die Objektnummern unbekannt sein und deshalb fehlen bzw. die Links von aus der Datenbank entfernten Objektnummern ins Leere führen. Ein ggf. vorhandenes Icon  führt zu den Angaben des Kulturdenkmals bei Wikidata.